# بیشه‌مرغ‌ها
بیشه‌مرغ‌ها (نام علمی: Clytoctantes) نام یک سرده از تیره مورچه‌مرغ است.